# Großloge Zur Sonne
Die Großloge Zur Sonne war eine von acht von der Londoner Großloge anerkannten deutschen Freimaurer-Großlogen vor dem Zweiten Weltkrieg und gehörte zu den humanitären (also religiös neutralen) Freimaurer-Großlogen.
Sie wurde 1829 in Bayreuth gegründet und hat ihren Ursprung in der Großen Mutterloge (1741) und in der Großen Provinzialloge Zur Sonne (1810), die beides ihre Vorgängerinnen waren. Um einem Verbot durch die nationalsozialistischen Machthaber zuvorzukommen, löste sie sich 1933 auf und wurde nach dem Krieg 1945/1948 als Großloge Zur Sonne für Bayern wiedergegründet. 1949 ging sie in der Vereinigten Großloge von Deutschland (heute Großloge der Alten Freien und Angenommenen Maurer von Deutschland) auf.

## Geschichte

### Große Mutterloge: 1741–1810

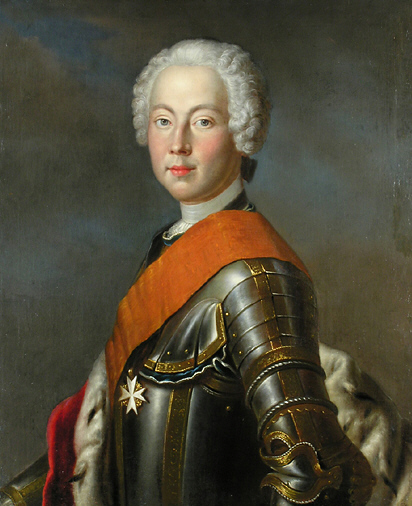
Markgraf Friedrich III. von Brandenburg-Bayreuth, der Stifter der beiden Bayreuther Schloss- und Stadtlogen und Großmeister derselben von 1741 bis 1763

Markgraf Friedrich III. von Brandenburg-Bayreuth stiftete am 21. Januar 1741 eine in französischer Sprache arbeitende Schlossloge (Matrikel-Nummer 6) in Bayreuth und erhob sie sogleich zur Großen Mutterloge.
Im gleichen Jahr, am 4. Dezember 1741, wurde ebenfalls in Bayreuth eine in deutscher Sprache arbeitende Tochterloge gegründet und Stadtloge genannt.
Beide Logen bekamen vom Markgrafen den Beinamen Zur Sonne.
1751 wurde von in Bayreuth lebenden Franzosen eine Loge eingerichtet, die aber von der Schlossloge nicht anerkannt und 1752 als Winkelloge erklärt wurde. Ein von dieser französischen Loge 1753 eingereichtes Ersuchen auf ein Constitutionspatent beim Markgrafen wurde abgelehnt, die daraufhin angestrebte Vereinigung mit der Stadtloge scheiterte aufgrund zu großer innerer Unterschiede und Verschiedenheiten.
Ebenfalls von 1751 bis 1753 bestand in Bayreuth wahrscheinlich auch eine Mopsloge oder eine androgyne Loge, welcher die Markgräfin Wilhelmine als Großmeisterin vorstand.
Durch einen Schlossbrand 1753 verlor die Schlossloge ihr Logenlokal. Je nach Quellenlage arbeiteten danach beide Logen eng zusammen, wobei Markgraf Friedrich jährlich 60 Reichsthaler als Miete für die Nutzung des Logenlokals an die Stadtloge zahlte und die Schlossloge nach dem Tod des Markgrafen Friedrich 1763 in der Stadtloge aufging („mit Übertragung aller Rechte“), oder fusionierten beide Logen bereits zum Johannisfest 1753 miteinander, wobei der Meister vom Stuhl der Stadtloge weiterhin der Meister vom Stuhl der vereinigten Loge und Markgraf Friedrich weiterhin der Großmeister der Großen Mutterloge blieben. Die so oder so resultierende Loge nahm den Namen Freimaurerloge Zur Sonne in Bayreuth an.
Am 24. September 1757 wurde die Tochterloge Libanon zu den drei Cedern (Matrikel-Nummer 34) in Erlangen und am 8. Mai 1758 die Tochterloge Alexander zu den drei Sternen (Matrikel-Nummer 35) in Ansbach gegründet.
1764/1765 gingen die drei Logen in Bayreuth, Erlangen und Ansbach, die bisher im einfachen altenglischen System gearbeitet hatten, zum System der Strikten Observanz über. Dies belebte kurzfristig die Logenarbeit, führte aber letztendlich zu einem Ruhen bzw. Zerfall der Logen für mehrere Jahre mit offizieller Wiederaufnahme der Arbeiten in der zweiten Hälfte der 1770er Jahre.
Nachdem die Bayreuther Markgrafenlinie 1769 erlosch, ging das Fürstentum Bayreuth an die Ansbacher Linie der fränkischen Hohenzollern über.
Der Ansbacher Markgraf Markgraf Carl Alexander von Brandenburg-Ansbach-Bayreuth verlegte auch die Oberaufsicht über die Logen nach Ansbach.
Ende 1776 schloss Carl Alexander einen Subsidien-Vertrag mit dem britischen Königshaus für sechs Jahre und stellte zwei Regimenter (eines aus Ansbachern, eines aus Bayreuthern) zur Unterstützung der britischen Armee in den Amerikanischen Befreiungskriegen. Viele Offiziere der beiden fränkischen Regimenter waren Freimaurer und gründeten 1781 eine Feldloge (die Feldloge 215 beim 2. Regiment), die von der Großloge in London patentiert wurde.
Aufgrund des Verkaufs der Markgraftümer Ansbach-Bayreuth an Preußen 1791 kamen auch Bayreuth und seine Logen unter „Berliner Aufsicht“.
Mit dem Königlich-preußischen Edikt vom 20. Oktober 1798 zur Verhütung und Bestrafung geheimer Verbindungen mussten sich alle Logen innerhalb des Preußischen Herrschaftsgebiets einer der drei anerkannten Berliner Mutterlogen unterordnen. Die Loge Zur Sonne in Bayreuth schloss sich am 4. Juli 1800 dem System der Großen Loge von Preußen genannt „Royal York zur Freundschaft“ an. Dabei übernahm sie auch das Feßlersche System.
Die beiden anderen Logen, Libanon zu den drei Cedern in Erlangen und Alexander zu den drei Sternen in Ansbach, entschieden sich für die Große National-Mutterloge „Zu den drei Weltkugeln“.
1806 wurde das ehemalige Markgraftum Bayreuth von französischen Truppen besetzt und 1807 im Frieden von Tilsit an das französische Kaiserreich angegliedert, die bestehenden Verbindungen nach Berlin dadurch unterbrochen.
Da abzusehen war, dass Franken nicht mehr nach Preußen zurückkehren würde, wurden seitens der Loge Zur Sonne in Bayreuth vertrauliche Absprachen mit der Loge zum Morgenstern (gegründet 1799, Große Loge von Preußen genannt „Royal York zur Freundschaft“) und der Loge zur goldenen Waage (gegründet 1804, Große Landesloge der Freimaurer von Deutschland genannt „Freimaurerorden“), beide in Hof, und der Loge zur Wahrheit und Freundschaft (gegründet 1803, Große Loge von Preußen genannt „Royal York zur Freundschaft“) in Fürth unternommen, die Großloge Zur Sonne wieder zu reaktivieren. Am 4. Dezember 1807 wurde dann auch der Loge Zur Sonne seitens der Großen Loge von Preußen genannt „Royal York zur Freundschaft“ ein Konstitutionspatent als Große Provinzialloge ausgestellt, für den Fall, dass sich die fränkischen Logen von Berlin trennen müssten.
Dies geschah 1810, als das Fürstentum Bayreuth mit Erlangen und Hof an das Königreich Bayern fiel und am 30. Juni desselben Jahres von diesem in Besitz genommen wurde (das Fürstentum Ansbach und Fürth gingen bereits 1806 in Bayern auf).
Als Konsequenz lockerte die Loge Zur Sonne in Bayreuth mit Schreiben vom 20. Juli 1810 ihre Bindung zur Großen Loge von Preußen genannt „Royal York zur Freundschaft“.

### Große Provinzialloge Zur Sonne: 1810–1829
Die Loge Zur Sonne in Bayreuth konstituierte sich am 27. September 1810 als Große Provinzialloge Zur Sonne unter Berufung auf das erteilte Patent durch die Große Loge von Preußen genannt „Royal York zur Freundschaft“ und übersendete am 27. November 1810 den Logen in Hof und in Fürth den Entwurf einer Vereinigungsakte. Diese wurde in einer Konferenz am 24. Januar 1811 von allen vier Logen angenommen, die Vereinigung der vier Logen unter dem Dach einer gemeinsamen Großloge geschah zur gegenseitigen Garantie ihrer Rechte.
Als Ritual behielt die neue Großloge das Feßlersche System bei.
Da die neugegründete Großloge den Namen der Bayreuther Loge übernahm, benötigte diese nun einen neuen Namen. Die Bayreuther Brüder entschieden sich für Eleusis zur Verschwiegenheit.
Am 13. September 1814 erschien eine königliche Verordnung, die allen Staatsdienern die Mitgliedschaft in geheimen Gesellschaften verbot.
Dadurch verloren die Logen fast die Hälfte ihrer Mitglieder, die Loge zur goldenen Waage in Hof musste wegen zu geringer Mitgliederzahl ihre Arbeit sogar einstellen, die übrig gebliebenen Brüder schlossen sich am 15. Juni 1815 der Loge zum Morgenstern an.
Die ehemalige „Bayreuther Tochterloge“ Libanon zu den drei Cedern in Erlangen wollte weiter in ihrem gewohnten sogenannten rektifizierten System arbeiten und trat in die Große Provinzialloge Anacharsis zum erhabenen Zweck in Ansbach ein, in der auch schon die andere ehemalige „Bayreuther Tochterloge“ Alexander zu den drei Sternen war. Diese Große Provinzial Mutterloge der königl. bair. Provinzen in Franken „Anacharsis zum erhabenen Zweck“ hatte ihr Konstitutionspatent 1807 von der Großen National-Mutterloge „Zu den drei Weltkugeln“ erhalten.

### Großloge Zur Sonne: 1829–1933

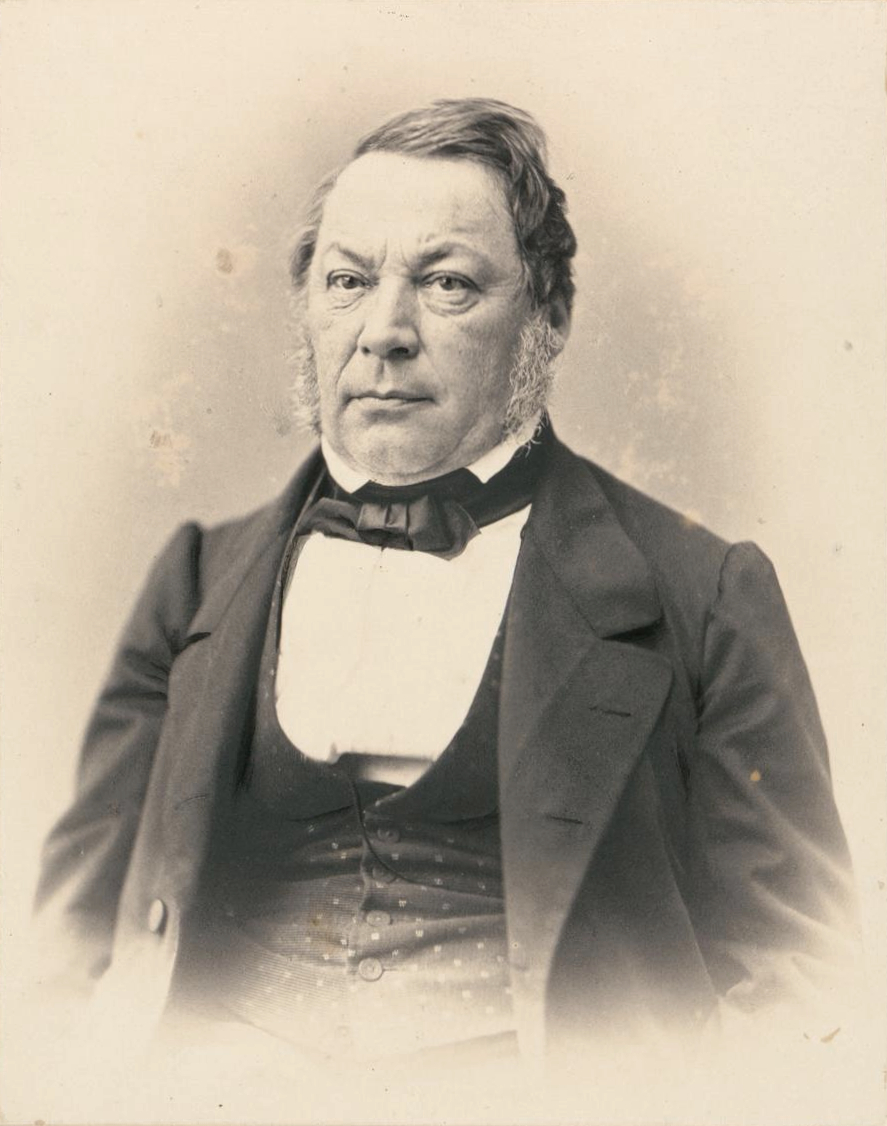
Johann Caspar Bluntschli in späteren Jahren, Großmeister von 1872 bis 1878; Reproduktion aus Zürich – Geschichte Kultur Wirtschaft. Gebrüder Fretz: Zürich, 1932

Die Große Provinzialloge Zur Sonne änderte am 29. September 1829 ihren Status, d. h., sie beendete in gegenseitigem Einvernehmen das förmliche Abhängigkeitsverhältnis zur Großen Loge von Preußen genannt „Royal York zur Freundschaft“ und nahm wieder ihre alten Rechte unter dem Namen Großloge Zur Sonne an, anerkannt von den deutschen Großen Logen als ebenbürtige Schwester.
Zu dieser Zeit gehörten ihr die vier aktiven Johannislogen Eleusis zur Verschwiegenheit (Bayreuth), Zum Morgenstern (Hof), Zur Wahrheit und Freundschaft (Fürth) und Zur Freimüthigkeit am Rhein (Frankenthal) an.
Am 31. August 1847 nahm eine Konferenz der Großen Loge den Antrag der Mannheimer Loge Carl zur Eintracht an, die Aufnahme von Nichtchristen (= Juden) zu gestatten; der Antrag, das Wahlrecht auf alle Brüder auszudehnen, also auch Nichtchristen in den Beamtenräten zuzulassen, wurde allerdings abgelehnt. Einige Jahre später (1857?) erfolgte die Bestätigung der Aufnahmefähigkeit von Schwarzen und die Anerkennung ihrer Logen.
Die Bayreuther Loge Eleusis zur Verschwiegenheit stellte in der Konferenz der Großen Loge vom 28. Dezember 1862 den Antrag, die Rituale und Gesetze der Großloge zu überarbeiten. Dieser Antrag wurde angenommen, die nun anstehende Revision dem Bruder Johann Caspar Bluntschli aus Heidelberg übertragen. Am 11. Oktober 1868 wurden diese neue Verfassung und die überarbeiteten Rituale von der Großlogen-Konferenz angenommen. Mit dieser neuen Verfassung galt die Großloge Zur Sonne dann als eine der liberalsten Großlogen in Deutschland.
1893 errichtete die Großloge Zur Sonne für ihre norwegischen Tochterlogen die Provinzial-Großloge Polarstjernen und erteilte dieser am 8. Mai 1920 das Konstitutionspatent zur selbständigen Großloge Den Norske Storloge Polarstjernen mit Sitz in Trondheim/Norwegen.
Auf dem Großlogentag in Konstanz im Mai 1902 wurde die Anregung des Meisters vom Stuhl der Bayreuther Loge, dem Buchhändler Georg Niehrenheim, aufgenommen und genehmigt, im Bayreuther Logenhaus das Bayreuther Großlogenmuseum, das heutige Deutsche Freimaurer-Museum zu gründen; die dort aus älterer Zeit stammenden und gesammelten 168 freimaurerischen Gebrauchsgegenstände/Masonica dienten dabei als Grundstock.
Durch einen regen Austausch von Geschenken mit allen deutschen Logen bzw. Bitten um Gaben für das Museum zählte die Sammlung im Jahre 1903 bereits 650 Exponate.
1912 übernahm der Bayreuther Arzt Bernhard Beyer die Leitung des Museums und baute es bis 1930 zum drittgrößten seiner Art in der Welt aus. In diesem Zusammenhang initiierte er in Bayreuth auch die Freimaurerbibliothek und 1921 den Geschichtlichen Engbund zur historischen Erforschung der Freimaurerei des Freimaurermuseums der Großloge Zur Sonne, der als Vorläufer der 1951 gegründeten deutschen freimaurerischen Forschungsgesellschaft Quatuor Coronati gilt (es gibt auch eine englische Quatuor Coronati Lodge of Masonic Research).
Im Ersten Weltkrieg fanden sich fränkische Freimaurer in Lüttich/Belgien zusammen und gründeten 1915 die Feldloge Zum Eisernen Kreuz unter Aufsicht der Großloge Zur Sonne. Im Juni 1916 zählte sie 58 Mitglieder, die aus Logen ALLER deutschen Großlogen kamen. Diese Feldloge erlosch dann zum Ende des Ersten Weltkrieges wieder, im Oktober 1918.
1932 nahm die Großloge Zur Sonne zusammen mit der Großen Loge von Hamburg (Hamburg) und der Großen Mutterloge des Eklektischen Freimaurerbundes (Frankfurt/Main) erstmals wieder den Verkehr mit der englischen Großloge (also mit der Großloge des Feindes aus dem Ersten Weltkrieg) auf. Daraufhin brachen die drei preußischen Großlogen jeden Kontakt mit der Großloge Zur Sonne ab.

### NS-Zeit: 1933–1945
Ab der zweiten Hälfte der 1920er Jahre kam es immer wieder zu Anfeindungen der Freimaurerei in der Gesellschaft, z. B. durch die Deutsche Adelsgesellschaft, durch die Deutschen Burschenschaften oder durch sogenannte Völkische Gruppierungen. Einer der Hauptagitatoren war der ehemalige General Erich Ludendorff, der 1927 die Hetzschrift Vernichtung der Freimaurerei durch Enthüllung ihrer Geheimnisse herausbrachte und 1928 in zahlreichen Angriffsschriften zum Vernichtungsfeldzug gegen die Freimaurer aufrief (dies war kein rein deutsches Phänomen, 1924 kam es in Italien zu Übergriffen auf Freimaurer durch Faschisten und 1925 nach der Blutnacht in Florenz zum Verbot der Freimaurerei in Italien).
Aufgrund des immer größer werdenden Drucks und um einem Verbot der Freimaurerei durch die nationalsozialistischen Machthaber zuvorzukommen, löste sich die Großloge Zur Sonne am 30. April 1933 selbst auf bzw. benannte sich in Deutsche Gesellschaft für Kultur und Wissen um, die aber auch nur kurzen Bestand hatte. Des Weiteren empfahl die Großloge Zur Sonne ihren Tochterlogen, die Lichter zu löschen und die Pforten zu schließen.
Die drei altpreußischen Großlogen mussten sich z. B. aufgrund einer Erklärung des Reichs- und Preußischen Ministers des Innern vom 28. März 1935 selbst auflösen; bis September 1936 waren alle 11 Großlogen und 33 ähnliche Verbände aufgelöst.

### Großloge Zur Sonne für Bayern: 1945/1948–1949

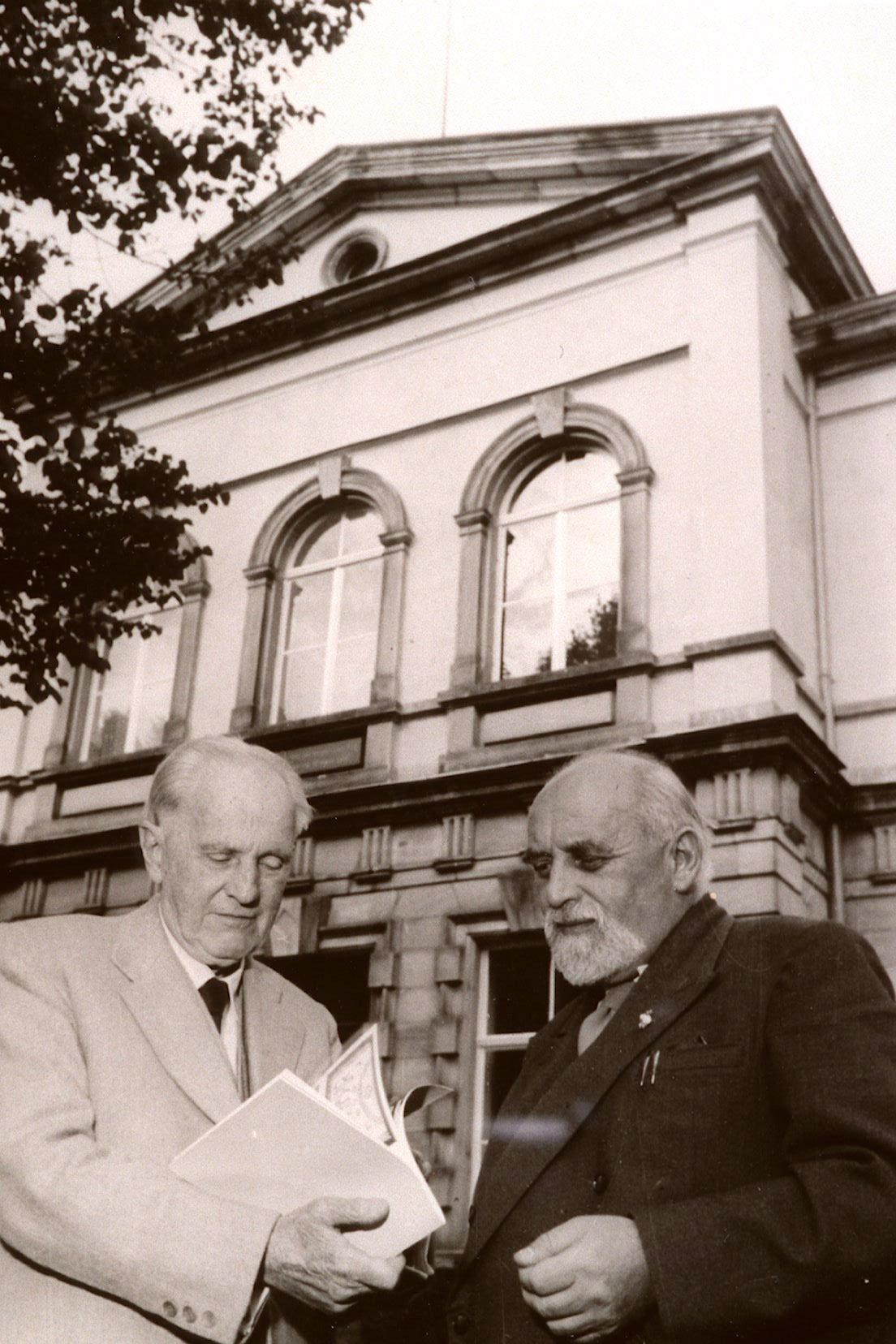
Die beiden letzten Großmeister Bernhard Beyer (1948) und Theodor Vogel (1948 bis 1949), hier im Jahr 1954 vor dem Bayreuther Logenhaus.

Bereits im September 1945 wurde den amerikanischen Besatzungsbehörden durch Bernhard Beyer ein detaillierter Plan zur Wiederbelebung der deutschen Freimaurerei in Form einer Bayerischen Großloge vorgelegt, die Lizenzierung aber nicht zeitnah gewährt.
Das Bayerische Innenministerium genehmigte schließlich am 7. Dezember 1946 die Gründung von Logen, die Richtlinien dazu wurden im April 1947 bekannt gegeben, womit sich dann in Bayern die ab 1945 wiedergeöffneten Logen förmlich lizenzieren konnten.
Für die Großloge Zur Sonne dauerte diese amtliche Genehmigung etwas länger, sie wurde (erst) am 21. Januar 1948 als Großloge Zur Sonne für Bayern offiziell reaktiviert.
Bereits im Mai 1948 fand dann der erste Großlogentag nach der Dunklen Zeit statt, im Gebäude der Erlangener Freimaurerloge Libanon zu den drei Cedern, bei dem auch entsendete Vertreter von Großlogen aus den USA, aus Frankreich und aus der Tschechoslowakei anwesend waren.
In dieser neuen Großloge Zur Sonne für Bayern vereinten sich nicht nur die ehemaligen (bayerischen) Sonnen-Logen, sondern auch (bayerische) Logen, die vor 1933 anderen Lehrarten angehörten.
Die Großloge Zur Sonne für Bayern ging am 19. Juni 1949 zusammen mit ihren Mitgliedslogen in der Vereinigten Großloge von Deutschland auf, womit die traditionsreiche Geschichte der Großen Logen Zur Sonne in Bayreuth endete, die Geschichte der Freimaurerlogen und der Freimaurerei in Bayreuth, in Franken, Bayern und Deutschland aber unter einem vereinten Dach weiterging und weitergeht.
Aus der Vereinigten Großloge von Deutschland wurde 1951 die Vereinigte Großloge der Alten Freien und Angenommenen Maurer von Deutschland, 1958 die Große Landesloge der Alten Freien und Angenommenen Maurer von Deutschland und 1968 die Großloge der Alten Freien und Angenommenen Maurer von Deutschland.

## Philosophische Ausrichtung/freimaurerische Lehrart
Die Großloge Zur Sonne gehörte zu den sogenannten „humanitären (also religiös neutralen) Großlogen“, zusammen mit den beiden Großlogen Große Loge von Hamburg in Hamburg und Große Mutterloge des Eklektischen Freimaurerbundes in Frankfurt/Main. (Im Gegensatz dazu stehen die drei „altpreußischen Großlogen“ Große National-Mutterloge „Zu den drei Weltkugeln“, Große Landesloge der Freimaurer von Deutschland genannt „Freimaurerorden“ und Große Loge von Preußen genannt „Royal York zur Freundschaft“ und die beiden Großlogen Große Freimaurerloge „Zur Eintracht“ in Darmstadt und Große Landesloge von Sachsen in Dresden; diese fünf Großlogen sind bzw. waren im Christentum verankert.)
„Humanitär“ im Sinne von religiös neutral soll hier aber nicht als anti-religiös oder atheistisch missverstanden werden.
Auch die sogenannten „humanitären“ Freimaurer der Großloge Zur Sonne waren Gottesverehrer und die heutigen Freimaurer, die diese Tradition weiterführen, sind es immer noch; aber es gibt keine Festlegung auf eine bestimmte Religion oder Konfession, die individuellen Vorstellungen von Gott mögen alle verschieden sein (sei es ein personalisierter Gott oder ein abstraktes, allumfassendes Prinzip), jeder Bruder Freimaurer soll den Glauben leben können und dürfen, der ihm als richtig erscheint und ebenso soll er seinen Bruder in dessen Glauben tolerieren.
Daher kann die Freimaurerei als solche auch keine Religion oder Religionsersatz sein, sie will es auch nicht und sie ist es auch nicht.
Freimaurer erkennen in der Welt, in allem Lebendigen und im sittlichen Bewusstsein der Menschen einen Schöpfergeist voll Weisheit, Stärke und Schönheit, ein weltordnendes Prinzip, das jeder Bruder individuell füllen kann.
Ab 1811 bearbeiteten die Mitgliedslogen der Großen Provinzialloge/Großloge Zur Sonne das sogenannte Feßlersche System, das eine leicht geänderte Schrödersche Lehrart darstellt und ursprünglich von Johann Gottlieb Fichte und Ignaz Aurelius Feßler für die Große Loge von Preußen genannt „Royal York zur Freundschaft“ erstellt worden war.
Ab 1868 wurden die von Johann Caspar Bluntschli überarbeiteten Rituale verwendet, wobei den einzelnen Mitgliedslogen von Seiten der Großloge Ritualfreiheit gewährt wurde.
Das Ritual der Großloge Zur Sonne nach Bluntschli wird heute noch von der Loge Eleusis zur Verschwiegenheit in Bayreuth (Matrikel-Nummer 6) für den ersten und für den dritten Grad bearbeitet. Auch das Ritual der Wanderloge Zur Weissen Lilie (Matrikel-Nummer 871) baut auf diesem Bluntschi-Ritual der Großloge Zur Sonne auf.

## Mitgliedslogen
Die Quellen, auf denen die hier angeführte Liste beruht, geben teilweise widersprüchliche Informationen (es ist z. B. nicht immer klar, ob sich die angegebene Jahreszahl auf die Ausfertigung des Konstitutionspatents oder auf die Lichteinbringung im Tempel bezieht). Es wurde im Folgenden versucht, eine konsistente und einheitliche Darstellung wiederzugeben. Die Auflistung der Logen erfolgte nach Gründungsjahr bzw. Jahr der Affiliation.
Die Logengeschichte der einzelnen Logen wird hier nur soweit angegeben, wie ein Bezug zur Großloge Zur Sonne in Bayreuth bestand. Die teilweise „recht bewegte“ Geschichte einzelner Logen mit „erloschen“ und „reaktiviert“ oder häufiger Anschluss an andere Großlogen ist nicht immer (nur) dem Gewissen der Brüder geschuldet, sondern manchmal auch den äußeren politischen Zwängen (z. B. das Freimaurerverbot in Baden von 1813 oder die Verordnung zur Zwangsanschließung aller Freimaurerlogen im preußischen Herrschaftsbereich an eine der drei Berliner Großlogen von 1798).
- 1741: Schlossloge, Bayreuth: vom Markgrafen Friedrich III. von Brandenburg-Bayreuth gestiftet und sogleich zur Großen Mutterloge erhoben; 1763 erloschen bzw. Anschluss an die Stadtloge.
- 1741: Stadtloge (Zur Sonne), Bayreuth: in der Großen Mutterloge gegründet, 1800 affiliert zur Großen Loge von Preußen genannt „Royal York zur Freundschaft“, 1811 mit neuem Namen Eleusis zur Verschwiegenheit eine der vier Gründungslogen der Großen Provinzialloge Zur Sonne, 1933 erloschen und 1947 reaktiviert, ab 1948 in der Großloge Zur Sonne für Bayern.
- 1757: Libanon zu den drei Cedern, Erlangen: in der Großen Mutterloge gegründet, 1799 affiliert zur Großen National-Mutterloge „Zu den drei Weltkugeln“, 1933 erloschen und 1947 reaktiviert, ab 1948 in der Großloge Zur Sonne für Bayern.
- 1758: Alexander zu den drei Sternen, Ansbach: in der Großen Mutterloge gegründet, 1778 affiliert zur Großen National-Mutterloge „Zu den drei Weltkugeln“, 1933 erloschen und 1947 reaktiviert, ab 1948 in der Großloge Zur Sonne für Bayern.

- 1811: Zum Morgenstern, Hof: 1799 in der Großen Loge von Preußen genannt „Royal York zur Freundschaft“ gegründet, 1811 eine der vier Gründungslogen der Großen Provinzialloge Zur Sonne, 1933 erloschen und 1947 reaktiviert, ab 1948 in der Großloge Zur Sonne für Bayern.
- 1811: Zur Wahrheit und Freundschaft, Fürth: 1803 in der Großen Loge von Preußen genannt „Royal York zur Freundschaft“ gegründet, 1811 eine der vier Gründungslogen der Großen Provinzialloge Zur Sonne, 1933 erloschen und 1947 reaktiviert, ab 1948 in der Großloge Zur Sonne für Bayern.
- 1811: Zur goldenen Waage, Hof; 1804 in der Großen Landesloge der Freimaurer von Deutschland genannt „Freimaurerorden“ gegründet, 1811 eine der vier Gründungslogen der Großen Provinzialloge Zur Sonne, 1815 erloschen bzw. Anschluss an die Loge zum Morgenstern.
- 1811: Carl zur Treue, Pappenheim: 1804 in der Großen National-Mutterloge „Zu den drei Weltkugeln“ gegründet, 1811 affiliert zur Großen Provinzialloge Zur Sonne, 1828 Einstellung der Arbeiten, 1853 erloschen.
- 1811: Aristides zur Wahrheit und Gerechtigkeit, Markt Rentweinsdorf/Unterfranken: 1805 in der Großen National-Mutterloge „Zu den drei Weltkugeln“ gegründet, 1811 affiliert zur Großen Provinzialloge Zur Sonne, 1815 erloschen.
- 1817: Zum Tempel der Isis am Morgen, Viernheim: Neugründung, 1818 bereits wieder erloschen.
- 1819: Zur Freimüthigkeit am Rhein, Frankenthal: 1808 im Grand Orient de France (GOdF) gegründet; 1819 affiliert zur Großen Provinzialloge Zur Sonne, 1933 erloschen.

- 1835: Wilhelm zur aufgehenden Sonne, Stuttgart: Neugründung, 1933 erloschen.
- 1846: Carl zur Eintracht, Mannheim: 1756 als Schottenloge gegründet, 1813 geschlossen, 1845 reaktiviert und 1846 affiliert zur Großloge Zur Sonne, 1933 erloschen.
- 1847: Zur edlen Aussicht, Freiburg/Breisgau; 1784 in der Großloge von Österreich gegründet; 1813 geschlossen, 1847 in der Großloge Zur Sonne reaktiviert, 1923 affiliert zur Großen Loge von Preußen genannt „Royal York zur Freundschaft“.
- 1847: Leopold zur Treue, Karlsruhe; 1847 aus den beiden seit 1813 ruhenden Logen Carl zur Treue und Carl zur Einigkeit hervorgegangen, 1925 affiliert zur Großen Loge von Preußen genannt „Royal York zur Freundschaft“.
- 1849: Carl zum Lindenberg, Frankfurt/Main: Neugründung, 1878 affiliert zur Großen Mutterloge des Eklektischen Freimaurerbundes.
- 1855: Johannes zum wiedererbauten Tempel, Ludwigsburg: Neugründung, 1933 erloschen.
- 1856: Ruprecht zu den fünf Rosen, Heidelberg: Neugründung, 1933 erloschen.
- 1864: Barbarossa zur deutschen Treue, Kaiserslautern: Neugründung, 1883 erloschen.
- 1865: Reuchlin, Pforzheim: Neugründung, 1933 erloschen.
- 1865: Constantia zur Zuversicht, Konstanz: Neugründung, 1933 erloschen.
- 1868: Allvater zum freien Gedanken, Lahr: Neugründung, 1933 erloschen.
- 1868: Brudertreue am Main, Schweinfurt: Neugründung, 1933 erloschen und 1947 reaktiviert, ab 1948 in der Großloge Zur Sonne für Bayern.
- 1871: Zu den zwei Säulen am Stein, Würzburg: Neugründung, 1933 erloschen und 1947 als Sammelloge Zu den zwei Säulen an der festen Burg reaktiviert, ab 1948 in der Großloge Zur Sonne für Bayern.
- 1871: Badenia zum Fortschritt, Baden-Baden: Neugründung, 1933 erloschen.
- 1872: Augusta, Augsburg: Neugründung, 1933 erloschen und 1947 reaktiviert, ab 1948 in der Großloge Zur Sonne für Bayern.
- 1873: Zur Kette, München: Neugründung, 1933 erloschen und 1947 reaktiviert, ab 1948 in der Großloge Zur Sonne für Bayern.
- 1873: Erwin, Kehl: Neugründung, 1885 geschlossen und 1923 reaktiviert, 1933 erloschen.
- 1873: Zum treuen Herzen, Straßburg (heute Strasbourg, Frankreich): ???? in einer französischen Großloge als St. Jean d’Ecosse gegründet, 1873 mit Namensänderung affiliert zur Großloge Zur Sonne, 1876 affiliert zur Großen Loge von Preußen genannt „Royal York zur Freundschaft“.
- 1874: Zur Verbrüderung an der Regnitz, Bamberg: Neugründung, 1933 erloschen und 1947 reaktiviert, ab 1948 in der Großloge Zur Sonne für Bayern.
- 1875: Germania zur deutschen Treue, Erlangen: 1864 als nicht anerkannte Loge gegründet, 1867 geschlossen, 1875 reaktiviert in der Großloge Zur Sonne, 1933 erloschen.
- 1876: Globus, Hamburg: Neugründung, 1905 affiliert zur Großen Loge von Preußen genannt „Royal York zur Freundschaft“.
- 1877: Offene Burg zur Erkenntnis, Offenburg: Neugründung, 1887 geschlossen.
- 1882: St. Olaf til den gjenreiste Tempel, Trondheim, Norwegen: Neugründung, 1920 affiliert zur norwegischen Großloge Den Norske Storloge Polarstjernen, die von der Großloge Zur Sonne mit Konstitutionspatent vom 8. Mai 1920 als selbständige Großloge eingesetzt wurde.
- 1883: Zur Hansa, Bremen: Neugründung, 1933 erloschen.
- 1885: Olaf Kyrre til den Kjaede, Christiana (Oslo), Norwegen: Neugründung, 1920 affiliert zur norwegischen Großloge Den Norske Storloge Polarstjernen.
- 1889: Friedrich zur ernsten Arbeit, Jena: Neugründung, 1933 erloschen.
- 1891: Kolbein til den opgaaende Sol, Lillehammer, Norwegen: Neugründung, 1903 geschlossen, 1915 reaktiviert, 1920 affiliert zur norwegischen Großloge Den Norske Storloge Polarstjernen.
- 1892: Zur ernsten Arbeit, Weißenburg/Bayern: Neugründung, 1933 erloschen.
- 1893: St. Halvard til den flammende Stjerne, Hamar, Norwegen: Neugründung, 1908 Zusammenschluss mit der Instruktionsloge Olandenes Brderforening als St. Halvard in der Großen Landesloge von Norwegen.
- 1896: Theodor zum bergischen Löwen, Rath: Neugründung, 1897 nach Düsseldorf verlegt, 1933 erloschen.
- 1897: Galilei zur ewigen Wahrheit, Berlin: Neugründung, 1933 erloschen.
- 1897: Zur Freundschaft an der Haardt, Neustadt/Haardt: Neugründung, 1933 erloschen.
- 1899: Friedrich zur Frankentreue, Kulmbach: Neugründung, 1933 erloschen und 1947 reaktiviert, ab 1948 in der Großloge Zur Sonne für Bayern.
- 1900: Albrecht Dürer, Nürnberg: Neugründung, 1933 erloschen und 1947 reaktiviert, ab 1948 in der Großloge Zur Sonne für Bayern.
- 1900: Humanitas til de tvende Liljer, Skien, Norwegen: Neugründung, 1909 affiliert zur Großen Landesloge von Norwegen.
- 1901: Fichte zur Selbstbeherrschung, Berlin: Neugründung, 1923 affiliert zur Großen Loge von Preußen genannt „Royal York zur Freundschaft“.
- 1904: Dankward am rauhen Stein, Braunschweig: Neugründung, 1933 erloschen.
- 1904: Walhalla zum aufgehenden Licht, Regensburg: Neugründung, 1933 erloschen und 1947 als Sammelloge Drei Schlüssel zum aufgehenden Licht reaktiviert, ab 1948 in der Großloge Zur Sonne für Bayern.
- 1904: Zur Freundschaft an der Saale, Bad Kissingen: Neugründung, ???? geschlossen, 1947 reaktiviert und ab 1948 in der Großloge Zur Sonne für Bayern.
- 1908: Friedrich zur Eintracht, Lörrach: Neugründung, 1933 erloschen.
- 1910: Zur Brüderlichkeit, Bukarest, Rumänien: Neugründung, ????.
- 1911: Zum geschlossenen Buch, Bochum: Neugründung, 1933 erloschen.
- 1911: Zur Eintracht und Freimütigkeit, Frankfurt/Main: Neugründung, 1933 erloschen.
- 1912: Zur Treue, Kolmar (heute Colmar, Frankreich): 1886 in der Großen Loge von Preußen genannt „Royal York zur Freundschaft“ gegründet, 1912 affiliert zur Großloge Zur Sonne, 1919 entlassen zum Grand Orient de France (GOdF).
- 1915: Feldloge Zum Eisernen Kreuz, Lüttich, Belgien: Neugründung, 1918 im Oktober erloschen.
- 1918: Zur bergischen Freiheit, Solingen: Neugründung, 1933 erloschen.
- 1919: Freie Forschung und Duldsamkeit/Schiller, Essen: Neugründung, 1933 erloschen.
- 1923: Bluntschli zur reinen Erkenntnis, Berlin: Neugründung, zwischen 1929 und 1931 erloschen.
- 1923: In Treuen fest, Freiburg/Breisgau: Neugründung, 1933 erloschen.
- 1923: Zur Stadt auf dem Berge, Remscheid: Neugründung, bereits im selben Jahr 1923 affiliert zur Großen National-Mutterloge „Zu den drei Weltkugeln“.
- 1924: Friede und Fortschritt, Elberfeld/Wuppertal: Neugründung, 1933 erloschen.
- 1924: Zur Treue am Berg Horeb, Pirmasens: Neugründung, 1933 erloschen.
- 1925: Zu den drei Säulen, Danzig (heute Gdańsk, Polen): Neugründung, 1933 erloschen.
- 1925: Fichte zum flammenden Stern, Breslau  (heute Wrocław, Polen): Neugründung, 1931 affiliert zur Großen Loge von Preußen genannt „Royal York zur Freundschaft“.
- 1926: Thekla, eine Leuchte in Franken, Kitzingen: Neugründung, 1933 erloschen und 1947 reaktiviert, ab 1948 in der Großloge Zur Sonne für Bayern.
- 1927: Jean Paul, Coburg: Neugründung, 1933 erloschen und 1947 als Sammelloge Zur fränkischen Krone reaktiviert, ab 1948 in der Großloge Zur Sonne für Bayern.
- 1927: Zu den drei Säulen am Giebichtstein, Halle/Saale: Neugründung, 1933 erloschen.
- 1927: Humanitati, Hannover: Neugründung, 1933 erloschen.
- 1928: Beethoven zur ewigen Harmonie, Bonn: Neugründung, 1932 affiliert zur Symbolischen Großloge von Deutschland.
- 1928: Im Sonnenwinkel, Hamburg: Neugründung, 1933 erloschen.
- 1929: Zur Beständigkeit, Hannover: Neugründung, 1933 erloschen.
- 1930: Friede und Freiheit, Karlsruhe: Neugründung, 1933 erloschen.
- 1931: Goethe zur Gestaltung des Lebens, Berlin: Neugründung, 1933 erloschen.
- 1931: Niedersachsen zur Treue, Magdeburg: Neugründung, 1933 erloschen.

- 1948: Zur Wahrheit, Nürnberg: 1907 als Deutsche Freidenkerloge gegründet und Mutterloge des Freimaurerbund zur aufgehenden Sonne (FzaS), 1933 erloschen, 1947 reaktiviert, ab 1948 in der Großloge Zur Sonne für Bayern.
- 1948: Lukas Cranach zu den drei Rosen, Kronach: Neugründung.
- 1948: Zu den drei vereinigten Flüssen, Passau: Neugründung.
- 1948: Zu den drei Türmen, Rothenburg ob der Tauber: Neugründung.
- 1949: Harmonia zu den drei Rosen, Erlangen: Neugründung.
- 1949: Rose im Alpenland, Garmisch-Partenkirchen: Neugründung.

## Großmeister
Die Quellen, auf denen die hier angeführte Liste beruht, geben teilweise widersprüchliche Informationen (z. B. Schreibweise der Namen oder einzelne Jahreszahlen). Es wurde im Folgenden versucht, eine konsistente und einheitliche Darstellung wiederzugeben.
Da sich in der Freimaurerei als Freundschaftsbund alle Mitglieder als Brüder auf gleicher Ebene begegnen, wurde in der folgenden Aufstellung bewusst auf die Nennung von Adelstiteln und akademischen Graden verzichtet, dem hier wiedergegebenen Zitat folgend:

„Laßt Rang und Stoltz und Ehren-Stellen, Gold, eiteln Dünkel, Pracht und Glück, bevor ihr diese heilgen Schwellen betretet, an der Thür zurück!

Und hoffet andern Vorzug nicht, als den die Tugend euch verspricht.“

- 1741–1763: Friedrich III. von Brandenburg-Bayreuth
- 1763–1765: Johann Friedrich Wilhelm von Metzsch
- 1765–1779: Johann Friedrich Wilhelm von Metzsch, als altschottischer Obermeister (Strikte Observanz)
- 1779–1787: Dietrich Ernst Georg Spiegel von Pickelsheim
- 1787–1797: Karl Friedrich Wilhelm von Völderndorff und Warein
- 1797–1800: Friedrich Ernst von Schirnding
- 1800–1803: Karl Friedrich Wilhelm von Völderndorff und Warein
- 1803–1806: Carl Christoph Ernst von Giech
- 1806–1811: Cäsar Ludwig Zacharias Schunter
- 1811–1815: Cäsar Ludwig Zacharias Schunter, Eleusis zur Verschwiegenheit, Bayreuth
- 1815–1817: Johann Georg Franz Simon, Eleusis zur Verschwiegenheit, Bayreuth
- 1818–1821: Johann Carl Heinrich von Paschwitz, Eleusis zur Verschwiegenheit, Bayreuth
- 1821–1824: Johann Georg Franz Simon, Eleusis zur Verschwiegenheit, Bayreuth
- 1824–1829: Friedrich Carl von Redwitz, ???
- 1829–1833: Friedrich Christian Birner, Eleusis zur Verschwiegenheit, Bayreuth
- 1833–1837: Friedrich Carl Münch, Eleusis zur Verschwiegenheit, Bayreuth
- 1837–1842: Friedrich Christian Birner, Eleusis zur Verschwiegenheit, Bayreuth
- 1842–1850: Sophian Kolb, Eleusis zur Verschwiegenheit, Bayreuth
- 1850–1863: Christoph Carl Künzel, ???
- 1863–1872: Friedrich (von) Feustel, Eleusis zur Verschwiegenheit, Bayreuth
- 1872–1878: Johann Caspar Bluntschli, Ruprecht zu den fünf Rosen, Heidelberg
- 1878–1882: Friedrich (von) Feustel, Eleusis zur Verschwiegenheit, Bayreuth
- 1882–1889: Freodor Löwe, ???
- 1889–1896: Julius Bayerlein, Eleusis zur Verschwiegenheit, Bayreuth
- 1896–1902: August von Reinhardt, ???
- 1902–1908: Hugo Ficke, Zur edlen Aussicht, Freiburg/Breisgau
- 1908–1917: Alexander Schilling, Eleusis zur Verschwiegenheit, Bayreuth
- 1917–1921: August Paret, ???
- 1921–1928: Hermann Blümel, ???
- 1928–1933: Hermann Koelblin, ???
- 1945/1948–1948: Bernhard Beyer, Eleusis zur Verschwiegenheit, Bayreuth
- 1948–1949: Theodor Vogel, Brudertreue am Main, Schweinfurt

## Bekannte Mitglieder
Die hier angeführte Aufzählung erhebt keinen Anspruch auf Vollständigkeit, die Anordnung erfolgte nach dem Geburtsjahr.
Auch hier wurde versucht, aus den unterschiedlichen Quellen eine einheitliche und konsistente Darstellung wiederzugeben.
- Daniel de Superville (* 2. Dezember 1696 in Rotterdam; † 16. November 1773 ebenda): Schlossloge, Bayreuth; Mediziner und erster Kanzler der Universität Erlangen
- Joseph Saint-Pierre (* um 1709; † 21. Juli 1754 in Bayreuth): Schlossloge, Bayreuth; französischer Architekt und Bayreuther Hofbauinspektor
- Friedrich III. von Brandenburg-Bayreuth (* 10. Mai 1711 in Weferlingen; † 26. Februar 1763 in Bayreuth): Schlossloge, Bayreuth; Markgraf des fränkischen Fürstentums Bayreuth
- Carl Philipp Christian von Gontard (* 13. Januar 1731 in Mannheim; † 23. September 1791 in Breslau): Stadtloge, Bayreuth; Architekt
- Christian Friedrich Karl Alexander von Brandenburg-Ansbach-Bayreuth (* 24. Februar 1736 in Ansbach; † 5. Januar 1806 in Schloss Benham bei Newbury (Berkshire) in England): Alexander zu den drei Sternen, Ansbach; letzter Markgraf der beiden fränkischen Markgraftümer Fürstentum Ansbach (seit 1757) und Fürstentum Bayreuth (seit 1769) aus dem Haus der Hohenzollern
- Johann Maximilian von Streit (* 1752 in Creußen; † 9. Mai 1833 in Weißenfels): Zur Sonne, Bayreuth; Militär
- Johann Salomo Christoph Schweigger (* 8. April 1779 in Erlangen; † 6. September 1857 in Halle an der Saale): Zur Sonne, Bayreuth; deutscher Physiker und Chemiker
- Karl Friedrich Nebenius (* 29. September 1784 in Rhodt; † 8. Juni 1857 in Karlsruhe): Carl zur Eintracht, Mannheim, und Leopold zur Treue, Karlsruhe; badischer Beamter und liberaler Staatsminister
- Friedrich Johann Andreas Arnold (* 23. Januar 1786 in Karlsruhe; † 24. November 1854): Leopold zur Treue, Karlsruhe; deutscher Architekt und Baubeamter im Dienste des Großherzogtums Baden
- Ferdinand Simon Gaßner (* 16. Januar 1798 in Wien; † 25. Februar 1851 in Karlsruhe): Leopold zur Treue, Karlsruhe; Violinist, Komponist und Musikschriftsteller
- Johann Caspar Bluntschli (* 7. März 1808 in Zürich; † 21. Oktober 1881 in Karlsruhe): Ruprecht zu den fünf Rosen, Heidelberg; Rechtswissenschaftler und Politiker; er lehrte an den Universitäten Zürich, München und Heidelberg
- Alexander Knoblauch (* 3. September 1820 in Frankfurt am Main; † 3. April 1899 in Frankfurt am Main), 1884 bis 1892 Großmeister des Eklektischen Bundes, deutscher  Mediziner, Königlich Preußischer Sanitätsrat und Chefarzt des Städtischen Krankenhauses in Frankfurt am Main
- Friedrich (von) Feustel (* 21. Januar 1824 in Egern am Tegernsee; † 12. Oktober 1891 in Bayreuth): Eleusis zur Verschwiegenheit, Bayreuth; deutscher Bankier, Reichstagsabgeordneter und bedeutender Förderer der Bayreuther Festspiele
- Miloslaw Koennemann (* 1826 in Prag, Österreich-Ungarn; † 28. November 1890[1] in Baden-Baden): Badenia, Baden-Baden; böhmisch-deutscher Kapellmeister, Orchesterleiter und Komponist
- Friedrich Wilhelm Graupenstein (* 2. September 1828 in Minden; † 25. Mai 1897 in Hamburg): Globus, Hamburg; Porträtmaler und der letzte Vertreter der künstlerischen Porträtlithographie in Hamburg
- Gottfried Joseph Gabriel Findel (* 21. Oktober 1828 in Kupferberg; † 23. November 1905 in Leipzig) Eleusis zur Verschwiegenheit, Bayreuth; (freimaurerischer) Schriftsteller und Verleger
- Wilhelm Morstadt (* 18. März 1829 in Lahr; † 18. Juli 1893 in Karlsruhe): Leopold zur Treue, Karlsruhe; Kaufmann und Mitglied des Deutschen Reichstags
- Julius Bayerlein (* 23. Januar 1838 in Bayreuth; † 24. Mai 1899 ebenda): Eleusis zur Verschwiegenheit, Bayreuth; Unternehmer und Mitglied des Deutschen Reichstags
- Robert Goldschmit (* 9. Dezember 1845 in Grünstadt; † 29. Januar 1923 in Karlsruhe): Leopold zur Treue, Karlsruhe; Gymnasiallehrer, Politiker und Autor historischer Schriften
- Leopold von Casselmann (* 29. Juni 1858 in Fischbeck (Hessisch Oldendorf); † 23. Mai 1930 in Bayreuth): Eleusis zur Verschwiegenheit, Bayreuth; Oberbürgermeister der Stadt Bayreuth, Reichstags- und Landtagsabgeordneter
- Gustav Hobelmann (* 1867; † im Dezember 1942 in Bremen): Zur Hansa, Bremen; Richter, Politiker (DVP) und Mitglied im Senat der Freien Hansestadt Bremen
- Kurt Floericke (* 23. März 1869 in Zeitz; † im 29. Oktober 1934 in Stuttgart) Naturforscher, Schriftleitung der Zeitschrift „Sonnenstrahlen“ 1908–1922[15]
- Bernhard Beyer (* 31. Mai 1879 in Laage; † 31. Mai 1966 in Bayreuth): Eleusis zur Verschwiegenheit, Bayreuth; Nervenarzt; er begründete u. a. die Forschungsgesellschaft bzw. die Forschungsloge Quatuor Coronati e. V. in Bayreuth
- Hugo Auvera (* 23. Juni 1880 in Arzberg (Oberfranken); † 14. Dezember 1962 in Nürnberg): Albrecht Dürer, Nürnberg; Unternehmer
- Thomas Dehler (* 14. Dezember 1897 in Lichtenfels; † 21. Juli 1967 in Streitberg, Landkreis Ebermannstadt): Zur Verbrüderung an der Regnitz, Bamberg; Politiker (Deutsche Demokratische Partei (DDP) und Freie Demokratische Partei (FDP)), er war von 1949 bis 1953 Bundesminister der Justiz und von 1954 bis 1957 Bundesvorsitzender der FDP
- Konrad Pöhner (* 24. Juli 1901 in Bayreuth; † 24. September 1974 ebenda): Eleusis zur Verschwiegenheit, Bayreuth; Baugeschäftsinhaber, bayerischer Staatsminister, Förderer der Bayreuther Universität
- Theodor Vogel (* 31. Juli 1901 in Schweinfurt; † 9. Februar 1977 in Glashütten/Taunus): Brudertreue am Main, Schweinfurt; Unternehmer und Schriftsteller; gilt als Einiger der deutschen Freimaurerei nach dem Zweiten Weltkrieg